# Capillipedium
Capillipedium is een geslacht uit de grassenfamilie (Poaceae). De soorten van dit geslacht komen voor in delen van Afrika, Azië, Australië en het Pacifisch gebied.

## Soorten
Van het geslacht zijn onder andere de volgende soorten bekend: 
- Capillipedium annamense
- Capillipedium assimile
- Capillipedium duongii
- Capillipedium filiculme
- Capillipedium huegelii
- Capillipedium kuoi
- Capillipedium kwashotense
- Capillipedium laoticum
- Capillipedium leucotrichum
- Capillipedium longisetosum
- Capillipedium magdalenii
- Capillipedium nagense
- Capillipedium parviflorum
- Capillipedium planipedicellatum
- Capillipedium pteropechys
- Capillipedium spicigerum
- Capillipedium sulcatum

## Synoniem
Capillipedium is mogelijk een synoniem van het geslacht Dichanthium.